# Stairway Generation
「Stairway Generation」 (ステアウェイ ジェネレーション)은, Base Ball Bear의 11번째 싱글이다.

## 해설
- 전작 「BREEEEZE GIRL」로부터 약 1개월만의 릴리스이다. 2009년 제 4탄 싱글.
- 3rd 앨범 "(WHAT IS THE)LOVE & POP?"의 선행 싱글.
- 초회생산판에는, "은혼" 스페셜 스티커 랜덤 봉입이나, 일본무도관 원맨 라이브의 특별 성행 예약 정보 봉입 등이 특전이다.

## 수록곡
- 3rd 앨범 "(WHAT IS THE)LOVE & POP?" 수록 (#1)
- 베스트 앨범 "밴드 B의 베스트" 수록 (#1)

1. Stairway Generation (작사・작곡: 코이데 유스케, 편곡: Base Ball Bear/타마 켄지)
  - TV 도쿄 계열 애니메이션 "은혼" 오프닝 테마
  - TV 도쿄 계열 "JAPAN COUNTDOWN" 2009년 7월・8월 오프닝 테마
  - PV 감독은 시미즈 야스히코.
2. USER UNKNOWN (작사・작곡: 코이데 유스케, 편곡: Base Ball Bear)
3. 연애백서 (작사・작곡: 코이데 유스케, 편곡: Base Ball Bear)